# Relações entre Irã e Rússia
As relações entre a Rússia e o Irão (português europeu) ou Irã (português brasileiro) (Pérsia) começaram oficialmente sob o reinado dos governantes Safávidas em 1592. A Pérsia não era um problema naquela época entre as várias potências coloniais, mas viria a ser mais tarde.
O contato do passado e do presente entre a Rússia e o Irã tem sido multifacetado, muitas vezes oscilando entre colaboração e rivalidade. Os dois países têm uma longa história de interação geográfica, econômica e sócio-política. Desde então, as relações mútuas têm sido muitas vezes turbulentas, e dormentes em outras ocasiões.

## História

### Era Pahlavi
A eclosão da Primeira Guerra Mundial aumentou as preocupações da Grã-Bretanha e da Rússia que viam as províncias de línguas turcomanas da Pérsia virarem-se para a Turquia, um aliado do Império Alemão, mas a onipresença da Rússia imperial no norte da Pérsia e da Inglaterra no sul, resultam no aparecimento do Movimento Constitucionalista de Gilan (Província de Noroeste), iniciado em 1914 e que preconiza a independência total do Irã. A revolta, liderada por Kuchik Khan, viu confrontos dos "rebeldes" iranianos e o exército russo, mas é perturbada pela Revolução de Outubro de 1917.
Depois de 1919, Moscou confirma seu compromisso com o Irã, mas primeiramente à margem, contribuindo para a criação no norte do país da República Socialista Soviética da Pérsia em 1920, que dura apenas um curto período de tempo. Em seguida, a influência da União Soviética deixou de ser exercida diretamente, exceto em certos círculos intelectuais marxistas ou nacionalistas locais. O campo é deixado em aberto para a Grã-Bretanha até 1941 (data da entrada da União Soviética na guerra, após a invasão de seu território pela Wehrmacht). Isto significou um retorno à antiga estratégia que se seguiu após a Segunda Guerra Mundial, quando a União Soviética ocupou o país em conjunto com a Grã-Bretanha após 1941, decidindo formar a República de Mahabad, em 1945, que dura alguns meses e tarda a evacuar as suas tropas (1946). Esta república é inicialmente auxiliada pelo governo soviético de Moscou e declarou sua independência. Seu presidente, Qazi Muhammad, no entanto, nega qualquer aliança com Moscou, o que não engana os britânicos. Finalmente, os britânicos, temendo a influência soviética, ajudam o governo central em Teerã a reprimir a rebelião curda pela retirada das tropas soviéticas. Qazi Muhammad, fundador do Partido Democrático do Curdistão, foi enforcado pelo governo central em Teerã, em 1946. Ao mesmo tempo, cria-se uma república autônoma sob o nome de Governo Popular do Azerbaijão, dirigida por Jafar Pishevari (membro do Tudeh), apoiada pela URSS, no território do Azerbaijão iraniano. Esta crise foi um dos gatilhos para o que se tornaria a Guerra Fria.
No entanto, deve notar-se que as ações conjuntas dos britânicos e dos soviéticos em 1941, em plena Segunda Guerra Mundial, pretendia apreender os poços de petróleo, vitais para a defesa dos Aliados contra o Eixo, que por sua vez cobiçavam o petróleo do Cáucaso e Irã. Nesta ocasião, o Xá Reza Pahlavi, acusado - apesar de sua neutralidade proclamada - de ser demasiado próximo dos alemães, é privado de seu trono e exilado pelos britânicos na África do Sul, enquanto seu filho Mohammad Reza Pahlavi o sucedeu.
O fim da Segunda Guerra Mundial trouxe o início do domínio estadunidense no cenário político do Irã, e com uma preparação da Guerra Fria contra a União Soviética, os Estados Unidos agiram rapidamente para converter o Irã em um bloco anticomunista, terminando assim a influência da Rússia no Irã nos anos por vir.

### Pós-1979
A União Soviética foi o primeiro Estado a reconhecer a república islâmica em fevereiro de 1979.
Durante a Guerra Irã-Iraque, a União Soviética - que se encontrava envolvida no conflito afegão - se ocupa para o lado oeste através do fornecimento de grandes quantidades de armas convencionais para Saddam Hussein. O aiatolá Khomeini acreditava que o Islã era incompatível com os ideais comunistas da União Soviética, o que tornou Saddam um aliado de Moscou.
Depois da guerra e da queda do Império Soviético, as relações diplomáticas e comerciais entre Moscou e Teerã melhoram, e inclusive, o Irã decide começar uma cooperação técnico-militar com a nova Rússia. Em meados da década de 1990, a Rússia concordou em continuar a ajudar a desenvolver o programa nuclear do Irã, planejando terminar a construção do reator nuclear em Bushehr, que estava com vinte anos de atraso.

## Relações atuais

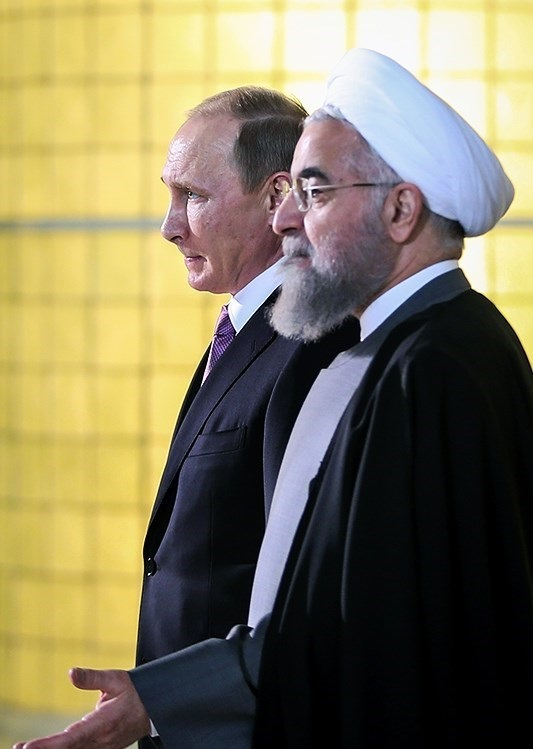
O presidente da Rússia, Vladimir Putin, com o presidente do Irã, Hassan Rouhani, em 2015.

Como o confronto entre os Estados Unidos e o Irã se agrava, o país está sendo ainda mais empurrado para uma aliança com a China e a Rússia. E o Irã, assim como a Rússia, "encaram as ambições regionais da Turquia e  de alguma forma da possível propagação da ideologia pan-turca com desconfiança". 
A Rússia e o Irã também compartilham um interesse comum em limitar a influência política dos Estados Unidos na Ásia Central. Este interesse comum levou a Organização de Cooperação de Xangai a estender o Irã para o estatuto de observador em 2005, e oferecer adesão plena em 2006. As relações do Irã com a organização, que é dominada pela Rússia e pela China, representa os mais extensos laços diplomáticos compartilhados pelo Irã desde a revolução de 1979. O Irã e a Rússia são co-fundadores do Fórum dos Países Exportadores de Gás, juntamente com o Qatar.
A solidez dos laços Teerã-Moscou continuam a serem vistas e testadas, no entanto. A Rússia está cada vez mais dependente de suas relações econômicas com o Ocidente, e está, portanto, gradualmente se tornando vulnerável às pressões ocidentais na tentativa de conter os seus laços com Teerã. O Irã também manifestou a sua insatisfação com os sucessivos atrasos por parte da Rússia em terminar o projeto do reator de Bushehr, bem como a posição da Rússia na disputa do Mar Cáspio.
Vários especialistas pró-estadunidenses acreditam que "as relações russo-iranianas obedecem os interesses russos ao invés de objetivos comuns." A frota iraniana, antes totalmente equipada pelo Ocidente, a Força Aérea Iraniana e a frota aérea civil estão sendo cada vez mais construídas pela Rússia desde que os Estados Unidos e a Europa reforçaram as suas sanções contra o Irã. A Russia desde 2014 tem uma crescente cooperação com o Irã em questões ligadas a guerra ao Terror, mais especificamente em países que fazem fronteira com a Pérsia.

### Envolvimento na Guerra Civil Síria
Desde 16 de agosto de 2016, a Força Aérea Russa têm utilizado a base aérea  iraniana de Hamadã para a realização de incursões sobre o território sírio como parte da intervenção militar da Rússia no país árabe. As missões de bombardeio, com os Tupolev Tu-22M e Sukhoi Su-34, visam apoiar o Exército Árabe Sírio em operações contra a oposição síria e o Estado Islâmico. O Irã havia proibido há muito tempo as forças armadas estrangeiras de estabelecer bases em seu território. Estes ataques, porém, parecem sinalizar uma aliança em ascensão, que poderia expandir a presença militar da Rússia no Oriente Médio.